# Atletismo nos Jogos Pan-Americanos de 1995 - Lançamento de disco feminino
A prova do lançamento de disco feminino nos Jogos Pan-Americanos de 1995 foi realizada em 24 de março no Estádio Atlético "Justo Roman".

## Medalhistas
| Ouro                    | Prata                        | Bronze                           |
| Maritza Martén CUB Cuba | Bárbara Hechavarría CUB Cuba | Kristin Kuehl USA Estados Unidos |

## Final
| Posição           | Nome                 | Nacionalidade      | Marca | Notas |
| ----------------- | -------------------- | ------------------ | ----- | ----- |
| Medalha de ouro   | Maritza Martén       | CUB Cuba           | 61.22 |       |
| Medalha de prata  | Bárbara Hechavarría  | CUB Cuba           | 60.20 |       |
| Medalha de bronze | Kristin Kuehl        | USA Estados Unidos | 56.92 |       |
| 4                 | María Isabel Urrutia | COL Colômbia       | 56.00 |       |
| 5                 | Liliana Martinelli   | ARG Argentina      | 53.92 |       |
| 6                 | Elisângela Adriano   | BRA Brasil         | 53.30 |       |
| 7                 | Theresa Brick        | CAN Canadá         | 50.18 |       |
| 8                 | Alexandra Amaro      | BRA Brasil         | 47.90 |       |